# Scambus punctatus
Scambus punctatus är en stekelart som beskrevs av Wang och Yue 1995. Scambus punctatus ingår i släktet Scambus och familjen brokparasitsteklar. Inga underarter finns listade i Catalogue of Life.